# エダウチヤガラ
エダウチヤガラ (Eulophia graminea Lindl.) は、ラン科イモネヤガラ属の単子葉植物。小笠原諸島、沖縄島以南の熱帯アジア地域に自生する多年草。

## 特徴
シンビジウムに似た長さ30cm程度の細長い葉があり、偽球茎の肥大成熟後に落葉する。花期は日本国内では4～7月頃。花時に葉はなく、地表～半地下にできた鶏卵大（熱帯域ではより大きくなる）の偽球茎の側面から花茎を伸ばし、総状に多数の花をつける。花茎はしばしば分枝し、これが和名の由来となっている。花は紫褐色の筋がある黄緑色で、萼片と側花弁は線状披針形、唇弁は白色で一部は淡赤色を帯び、中央裂片上には毛が密生する。開花結実後に偽球茎の基部から新しい芽を出す。

## 生活史
パイオニア植物的な生活史を有する。地表攪乱（かくらん）で生じた裸地に微細な種子が風で運ばれて発芽し、時には宅地造成地などにも出現する。地生蘭としては異例に強光を好み、日光の直射をうける環境に生育する。環境に順応している状態であれば、亜熱帯域の強烈な太陽光が当たっても紫外線障害は生じない。周囲の植物が生長し、日照量が減少すると衰退消滅する。

## 栽培
冬期10℃前後までは耐えるが、生育開始温度が高いため、一般の洋ランに準じた越冬管理を行うと出芽が初夏以降になる。その場合、本土の気候では秋までに十分な生育量を確保することができない。
バンダ属のような単茎種（永年生長型）のランでは、環境が不適当な場合でも複数年かけて一年分の生育を達成させることが可能だが、本種の生育サイクルは基本的に単年度型である。日本の大部分の地域では肥大完了前に生育停止し、新しく形成される偽球茎の大きさが年々縮小する。
半年以上にわたって真夏並みの高温・強光を継続できなければ、偽球茎を前年度以上に肥大成熟させること（園芸用語で言う「作上がり」）は難しい。
メタルハライドランプなどの特別な光熱源を直上から照射し、十分な光量と高い地温を維持するなどの手法をとれば個体維持も不可能とは言えないが、日本本土において一般的な園芸設備のみという条件下であれば、長期栽培は困難である。
熱帯域では栽培上の問題は無いが、栄養繁殖しにくく、花も地味であるため実際に栽培されている事例は少ない。営利増殖もほとんどされないが、無菌播種は容易であり近縁属との間に園芸交配種も作出されている。英国王立園芸協会のラン交配種登録（サンダーズ・リスト）にはグラマトフィラム属 (Grammatophyllum)、アンセリア属 (Ansellia) との属間交配種が登録されており、未登録であるが他属との交配種もいくつか作出例がある。

## その他
ハワイ諸島やオーストラリア熱帯域などでは、外来種として警戒対象になっている。